# 姚擇揚
姚擇揚（？年—？年），號於初，山东兖州府费县人。明末政治人物。

## 生平
崇祯三年（1630年）庚午科山东乡试舉人，四年（1631年）联捷辛未科进士。大理寺观政，授武清县知县，五年调清丰县。
姚擇揚登进士后在京城娶一妾室，妾的姊妹来后也与姚私通，姚自以为奇遇，但身体却清瘦下来，不及就生起了病，但妾室亲属还是来往不已。姚的房師许士柔派人赶走，也不能断绝，只好向巡城御史求助，派总甲驱逐。姚擇揚任过两任知县后病逝，其妻王氏自缢殉夫。